# Reguły (przystanek kolejowy)

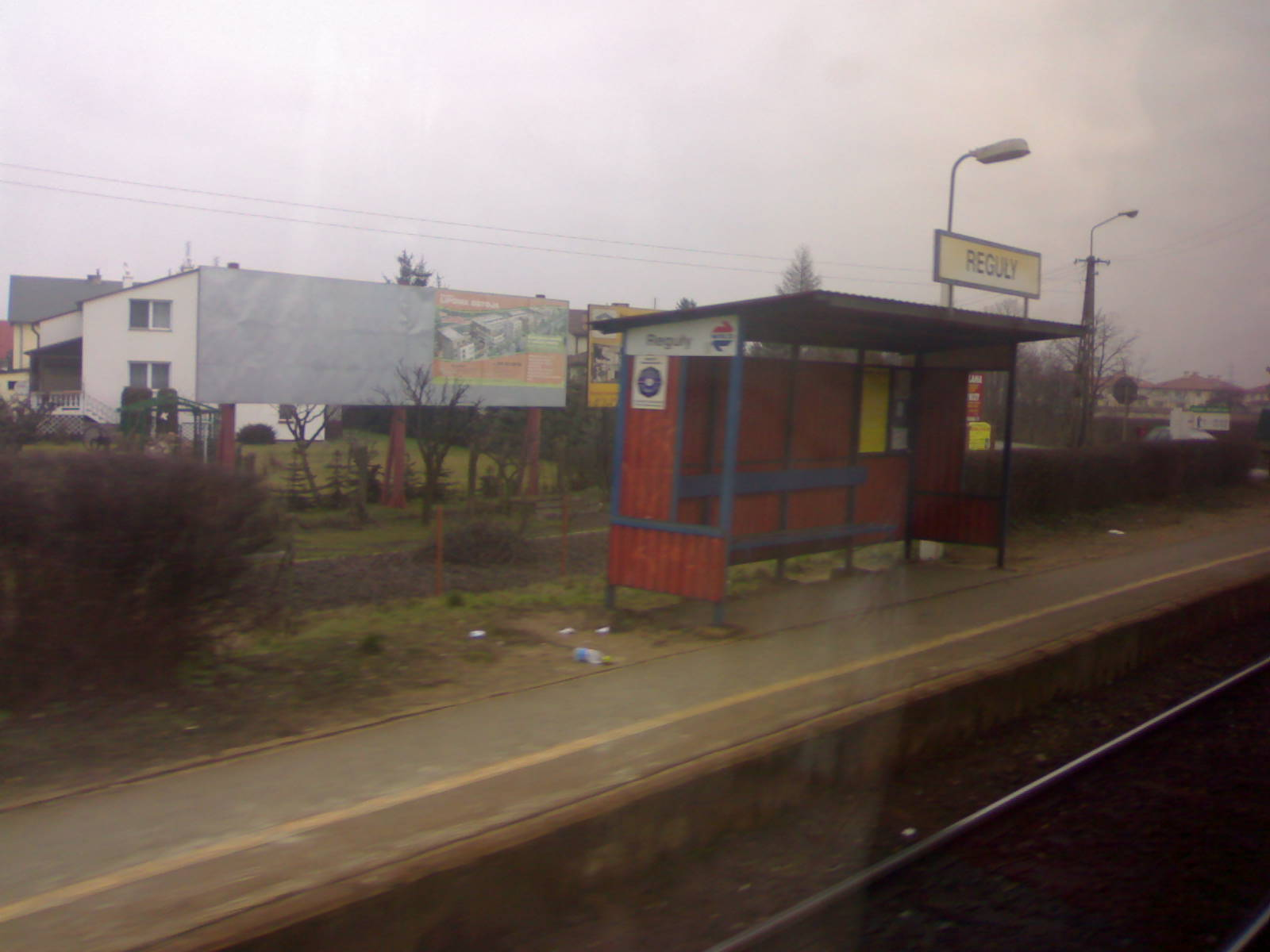
Przystanek widziany z pociągu

Reguły – przystanek Warszawskiej Kolei Dojazdowej położony przy ul. Regulskiej w Regułach.
W roku 2022 wymiana pasażerska na przystanku wyniosła 700-999 osób.
| Linia | Trasa                                                                                            | Takt       |
| ----- | ------------------------------------------------------------------------------------------------ | ---------- |
| WKD   | Warszawa Śródmieście WKD - Reguły - Pruszków WKD - Podkowa Leśna Główna - Grodzisk Maz. Radońska | 15/60 min. |
| WKD   | Warszawa Śródmieście WKD - Reguły - Pruszków WKD - Podkowa Leśna Główna - Milanówek Grudów       | 30/60 min. |

## Opis przystanku

### Peron
Przystanek składa się z dwóch peronów bocznych leżących naprzeciwko siebie. Każdy peron posiada jedną krawędź peronową.
- Na peronie 1 zatrzymują się pociągi jadące w kierunku Warszawy
- Na peronie 2 zatrzymują się pociągi jadące w kierunku Grodziska Mazowieckiego

Na peronie znajdują się dwie blaszane wiaty przystankowe.

### Przejazd kolejowo-drogowy
Na wschodniej głowicy peronów, przy wejściu na przystanek, znajduje się przejazd kolejowo-drogowy.